# Pacific General
Ne doit pas être confondu avec Medal of Honor : Batailles du Pacifique.
Pacific General (aussi appelé Batailles du Pacifique en France) est un jeu vidéo de type wargame publié en 1997 par Strategic Simulations, Inc. (SSI). Il reconstitue principalement les batailles navales qui opposèrent la Marine impériale japonaise et l'US Navy pendant la guerre du Pacifique ; il contient un éditeur, qui permet de créer ses propres parties, et une option de jeu par mail.
Ce jeu appartient à la série 5-Star General (Panzer General, Allied General, Fantasy General, Pacific General, Star General).

## Synopsis
Pacific General propose vingt-trois scénarios de la Deuxième Guerre mondiale, étalés de l'invasion de la Chine par les Japonais (1937) aux derniers moments de l'Empire japonais (1945), et deux campagnes : soit le joueur incarne un général du Japon impérial chargé, en 1937, de prendre Shanghai, Nankin et Hankou ; soit le joueur incarne un général américain en charge, en 1942, des unités situées à Midway. En fonction des performances du joueur, ces campagnes peuvent inclure des scénarios fictifs (exemple : invasion de San Francisco).
Le joueur pourra contrôler les unités des nations suivantes, parfois regroupées en coalitions artificielles : Afrique du Sud, Allemagne, Amérique latine, Australie, Balkans, Canada, Chine, Danemark, Finlande, Espagne, France, Hong Kong, Inde, Irak, Italie, Japon, Mongolie, Nouvelle-Zélande, Norvège, Pacifique du Sud-Ouest, Pays-Bas, Philippines, Pologne, Portugal, Royaume-Uni, Russie, Suède. Quelques nations sont divisées de façon à bien refléter les divisions historiques de l'époque : ainsi la France est divisée en France, France de Vichy, et Forces françaises libres. Néanmoins, beaucoup de nations ne sont représentées que par quelques unités (à l'instar des unités mongoles : un type de cavalerie, un modèle de char, un modèle de défense antiaérienne, des fortifications).

## Système de jeu

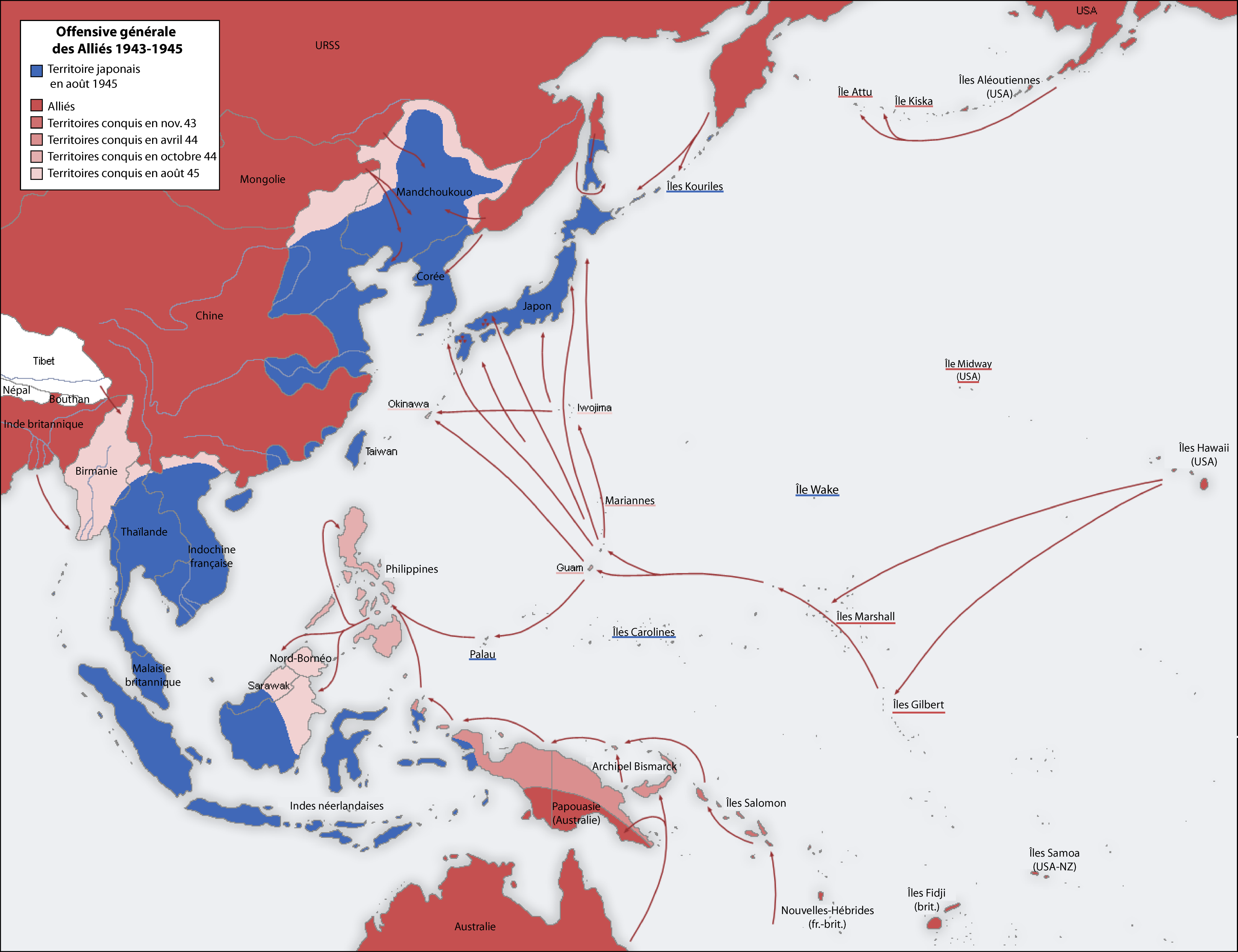
Carte historique des conflits en Asie et en zone Pacifique.

La carte du front est divisée en hexagones, chacun représentant un type de terrain maritime (côte, récif, océan) ou terrestre (jungle, plage, marais, montagne, rivière, ville, etc.). Au début d'une bataille, un brouillard de guerre masque les ennemis (sauf ceux déjà à portée de vue) ; le joueur ne connait donc que la topographie des lieux et la localisation des zones dont il doit s'emparer. Pour l'emporter, le joueur doit atteindre ses objectifs (ex. : capturer une ou plusieurs villes, détruire un type d'unité) avant la fin d'un nombre prédéfini de tours.
Les unités se divisent en plusieurs catégories : infanterie, véhicules blindés, véhicule de reconnaissance, anti-tank, artillerie, défense antiaérienne, aviation (notamment aéronavale). Pacific General contient également de nombreuses catégories d'unités navales : croiseur lourd, croiseur léger, cuirassé, destroyer, porte-avions, sous-marin. Enfin, le joueur peut également construire des fortifications. Certaines nations disposent d'unités uniques : le Japon est ainsi le seul à disposer des kamikazes.
Chaque unité possède plusieurs caractéristiques : mode de déplacement, réserves de carburant (si elle utilise un moteur), réserves de munitions, initiative, nombre d'avions transportables, portée de repérage des ennemis, portée de tir, expérience, force (une unité est détruite quand sa force tombe à zéro), capacités d'attaque contre différents types d'adversaires, capacités de défense face aux différents types d'attaque, voire capacités spéciales (sonar, banzaï, etc.). Les conditions météorologiques, qui évoluent en cours de partie, peuvent perturber les capacités opérationnelles des armées qui s'affrontent : le soleil, la pluie ou la neige peuvent rendre le terrain sec, boueux, ou enneigé.
En fonction de ses résultats, le joueur gagne et perd du prestige (qui sert à recruter de nouvelles unités ou à améliorer les unités existantes).

## Accueil
| Pacific General       |      |       |
| Média                 | Pays | Notes |
| Computer Gaming World | US   | 4/5   |
| Cyber Stratège        | FR   | 4/5   |
| GameSpot              | US   | 71 %  |
| Gen4                  | FR   | 3/5   |
| PC Gamer UK           | GB   | 76 %  |
| PC Gamer US           | US   | 48 %  |